# Maladie d'Austin
 Mise en garde médicale
Le déficit multiple en sulfatases (DMS) ou maladie d'Austin est une maladie lysosomale extrêmement rare (une quarantaine de cas rapportés) caractérisée par un déficit de toutes les sulfatases, lysosomales ou non. Elle est due au déficit de l'enzyme FGE (Formylglycine Generating Enzyme), située dans le réticulum endoplasmique, et nécessaire à la conversion d'un résidu cystéine du site actif en C-alpha-formylglycine.

## Prévention
Cette maladie génétique rarissime est de transmission autosomique récessive.